# Festuca vaginata
Festuca vaginata là một loài thực vật có hoa trong họ Hòa thảo. Loài này được Waldst. & Kit. ex Willd. mô tả khoa học đầu tiên năm 1809.